# 加斯东·勒鲁
加斯东·路易·阿尔弗雷德·勒鲁（法語：Gaston Louis Alfred Leroux，1868年5月6日—1927年4月15日），法国记者、侦探小说家，其代表作为《剧院魅影》和《黃色房間的秘密》。

## 作品
- 《大盜回魂》（La double vie de Théophraste Longuet, 1903）
- 《黃色房間的秘密》（Le mystère de la chambre jaune, 1907）
- 《黑衣女子的香氣》（Le parfum de la dame en noir, 1908）
- 《歌劇魅影》（Le fantôme de l'Opéra, 1910）
- 《還魂》（L'homme qui revient de loin, 1916）

## 外部連結
- About Gaston Leroux
- Gaston Leroux的作品  - 古騰堡計劃